# Rasmus Carstensen
Rasmus Carstensen (Silkeborg, 1º gennaio 2000) è un calciatore danese, difensore dell'Aarhus, in prestito dal Colonia.

## Caratteristiche tecniche
È un terzino destro.

## Carriera

### Club
Cresciuto nel settore giovanile dello Silkeborg, debutta in prima squadra il 20 marzo 2019 in occasione dell'incontro di 1. Division perso 2-0 contro il Lyngby.

### Nazionale
Ha giocato nella nazionale danese Under-20.
Nel 2021 viene convocato dalla nazionale Under-21 per il campionato europeo di categoria; scende in campo il 25 marzo nell'incontro della fase a gironi contro la Francia.

## Statistiche
Statistiche aggiornate al 25 marzo 2021.

### Presenze e reti nei club
| Stagione        | Squadra         | Campionato      | Campionato | Campionato | Coppe nazionali | Coppe nazionali | Coppe nazionali | Coppe continentali | Coppe continentali | Coppe continentali | Altre coppe | Altre coppe | Altre coppe | Totale | Totale | Totale |
| Stagione        | Squadra         | Comp            | Pres       | Reti       | Comp            | Pres            | Reti            | Comp               | Pres               | Reti               | Comp        | Pres        | Reti        | Pres   | Reti   |        |
| --------------- | --------------- | --------------- | ---------- | ---------- | --------------- | --------------- | --------------- | ------------------ | ------------------ | ------------------ | ----------- | ----------- | ----------- | ------ | ------ | ------ |
| 2018-2019       | Silkeborg       | 1D              | 7          | 0          | CD              | 0               | 0               |                    | -                  | -                  |             | -           | -           | 7      | 0      |        |
| 2019-2020       | Silkeborg       | SL              | 14         | 1          | CD              | 2               | 0               |                    | -                  | -                  |             | -           | -           | 16     | 1      |        |
| 2020-2021       | Silkeborg       | 1D              | 20         | 0          | CD              | 0               | 0               |                    | -                  | -                  |             | -           | -           | 20     | 0      |        |
| Totale carriera | Totale carriera | Totale carriera | 41         | 1          |                 | 2               | 0               |                    | -                  | -                  |             | -           | -           | 43     | 1      |        |

## Palmarès

### Club

#### Competizioni nazionali
- 1. Division: 1

Silkeborg: 2018-2019
- Campionato polacco: 1

Lech Poznań: 2024-2025